# Elmadüzü, Adaklı
Elmadüzü là một xã thuộc huyện Adaklı, tỉnh Bingöl, Thổ Nhĩ Kỳ. Dân số thời điểm năm 2010 là 372 người.